# La Esperanza (Piura)
La Esperanza es un caserío peruano ubicado en el distrito de Canchaque, perteneciente a la provincia de Huancabamba del departamento de Piura, al norte del Perú. 

## Ubicación
La Esperanza se ubica al oeste de la provincia de Huancabamba, en el distrito de Canchaque, en el departamento de Piura.

## Demografía
En 2017 La Esperanza tenía una población de 105 habitantes.
| Gráfica de evolución demográfica de La Esperanza entre 1993 y 2017 |
|                                                                    |
| Fuentes: Población 1993 y 2017                                     |